# Costa Motta (tio)

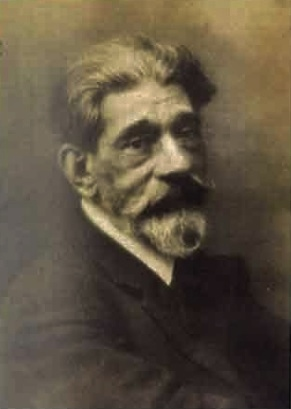
Costa Motta (tio)

António Augusto da Costa Motta (Coimbra, 12 de Fevereiro de 1862 – Lisboa, 26 de Março de 1930), normalmente referido como Costa Motta (tio) para o desambiguar do seu sobrinho homónimo também escultor, foi um escultor português.

## Obras

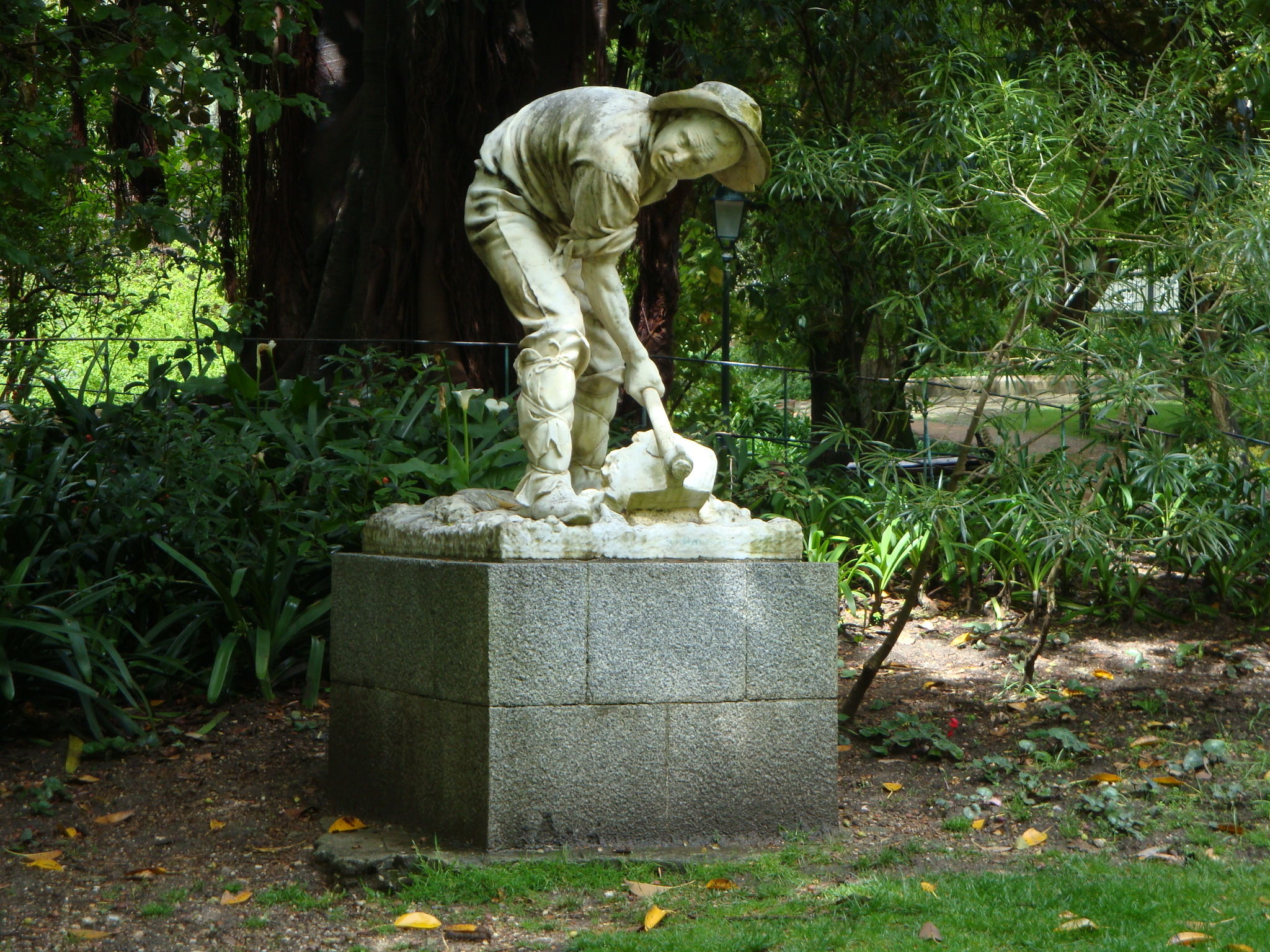
O Cavador

- Túmulos de Luís Vaz de Camões e Vasco da Gama (1894), no Mosteiro dos Jerónimos, em Lisboa
- Monumento a Afonso de Albuquerque (1902), Praça Afonso de Albuquerque, em Lisboa
- Busto de D. Carlos, Sala das Sessões da Sociedade Portuguesa de Beneficência, no Rio de Janeiro
- Monumento a Sousa Martins (1904), Campo dos Mártires da Pátria, em Lisboa;
- Monumento a Eduardo Coelho (1904), Jardim António Nobre, Miradouro de São Pedro de Alcântara, em Lisboa;
- Monumento a Pinheiro Chagas (1908), Avenida da Liberdade, em Lisboa;
- Estátua "O Cavador" (1913), Jardim da Estrela, em Lisboa;
- Estátua da Maria da Fonte (1920), Jardim Teófilo Braga, Campo de Ourique, em Lisboa;
- Estátua do poeta António Ribeiro (o «Chiado») (1925), Largo do Chiado, em Lisboa.